# Sophocle
Œuvres principales
Œdipe roi, Antigone, Électre, Philoctète, Ajax
Sophocle (en grec ancien Σοφοκλῆς / Sophoklễs), né à Colone en -495 et mort en -406, est l'un des trois grands dramaturges grecs dont l'œuvre nous est partiellement parvenue, avec Eschyle et Euripide. Il est principalement l'auteur de cent vingt-trois pièces (dont une centaine de tragédies), mais dont seules huit nous sont parvenues, dont une de façon fragmentaire (Les Limiers). Cité comme paradigme de la tragédie par Aristote, notamment pour l'usage qu'il fait du chœur et pour sa pièce Œdipe roi, il remporte également le nombre le plus élevé de victoires au concours tragique des grandes Dionysies (dix-huit), et n'y figure jamais dernier.
Son théâtre rompt avec la trilogie « liée » et approfondit les aspects psychologiques des personnages. Ses pièces mettent en scène des héros, souvent solitaires et même rejetés (Ajax, Antigone, Œdipe, Électre) et confrontés à des problèmes moraux desquels naît la situation tragique. Comparé à Eschyle, Sophocle ne met pas ou peu en scène les dieux, qui n'interviennent que par des oracles dont le caractère obscur trompe souvent les hommes, sur le mode de l'ironie tragique.

## Éléments biographiques
Les détails de la vie de Sophocle sont connus, bien qu'assez mal, grâce à une compilation anonyme, la Souda et aux mentions d'auteurs comme Plutarque de Chéronée ou Athénée. Il est le fils d'un certain Sophilos, riche forgeron, et naît en 495 av. J.-C. selon la chronique de Paros, ou en 495 av. J.-C. selon son biographe anonyme, à Colone, village proche d'Athènes, où il situera sa dernière pièce Œdipe à Colone. Il reçoit une éducation très soignée, notamment en musique, où il profite des leçons du célèbre Lampros, et en gymnastique : à seize ans, il lui revient de conduire le chœur du triomphe de Salamine,.
Exact contemporain de Périclès, Sophocle connaît l'apogée athénienne, et participe à la vie politique : il est désigné parmi les hellénotames (trésoriers de la ligue de Délos) vers 443-442 av. J.-C., et parmi les stratèges à deux reprises, notamment en 440 av. J.-C. lors de l'expédition contre Samos. À quatre-vingt-trois ans, il fait également partie des dix conseillers désignés après le désastre de Sicile.
Sophocle meurt en 406 ou 405 av. J.-C.. Il est le père de Iophon, fils de l'Athénienne Nicostrata, et d'Ariston, fils de la sicyonienne Thoris. Suidas mentionne trois autres fils : Léosthénès, Stéphanos et Ménécléidès. Ariston est le père de Sophocle le Jeune, également doué pour la tragédie, sous les soins de qui est représentée la dernière pièce de son grand-père, Œdipe à Colone, en 401 av. J.-C.
La carrière d'auteur tragique de Sophocle débute au plus tôt en 468 av. J.-C.. Cette année-là, la trilogie dont fait partie son Triptolème est couronnée du premier prix, notamment devant Eschyle. Sophocle est le rival de ce dernier pendant douze ans, avant qu'Euripide le concurrence à son tour dès 455 av. J.-C.

## Les pièces
Sophocle est l'auteur de cent vingt-trois tragédies,, ainsi que des drames satyriques. La plupart ont été perdues : cent quatorze titres sont parvenus jusqu'à notre époque, mais seulement sept pièces, ainsi que les fragments importants du drame satyrique Les Limiers, retrouvés en 1912. Sophocle remporte en 468 av. J.-C. sa première victoire, pour la trilogie dont fait partie Triptolème, battant Eschyle. Il remporte en tout dix-huit victoires aux grandes Dionysies (auxquelles il ne figure jamais dernier), et six autres aux Lénéennes, pour un total de vingt-quatre victoires, inégalé dans la Grèce classique. Il remporte la dernière en 409 av. J.-C., à quatre-vingt-sept ans, pour Philoctète. Seules trois des pièces de Sophocle qui subsistent sont datées avec certitude : Antigone (442 av. J.-C.), Philoctète (409 av. J.-C.) et Œdipe à Colone (représentation posthume en 401 av. J.-C.).
On peut remarquer que sur les pièces subsistantes, trois concernent directement le cycle thébain (Antigone, Œdipe roi et Œdipe à Colone), trois concernent le cycle troyen (Ajax, Électre et Philoctète), la dernière étant consacrée à Héraclès (Les Trachiniennes). Mais une étude sur la récurrence des thèmes mythiques chez Sophocle devrait également prendre en compte les pièces perdues. Par exemple, Akiko Kiso, universitaire japonaise autrice de The Lost Sophocles, soutient qu'Ulysse était vraisemblablement un personnage central dans l'oeuvre de Sophocle puisqu'il apparaît dans plusieurs fragments de pièces perdues.
Outre ses pièces, Sophocle est l'auteur d'œuvres diverses, comme une ode à Hérodote ou, selon Plutarque, un traité Sur le chœur (Περὶ χοροῦ), dans lequel il discourait sur son propre style et son évolution. On lui attribue aussi un péan pour Asclépios, dont Sophocle participa à introduire le culte.

### Ajax
Peut-être représentée vers 445 av. J.-C., ce qui en ferait la plus ancienne des pièces de Sophocle conservées, Ajax (Αἴας / Aias) relate l'épisode de la folie d'Ajax : le guerrier a massacré le bétail de l'armée en croyant assassiner les chefs Atrides. Devant le chœur des marins de Salamine, Ajax revenu à ses esprits, désespéré, refuse la consolation de sa compagne Tecmesse, exhorte son fils Eurysaquès à l'honneur et annonce qu'il va se purifier. Il se suicide sur la scène même, seulement caché par un buisson. Ses proches constatant sa mort se lamentent, et Agamemnon accepte sur les supplications de Teucros la sépulture d'Ajax.

### Antigone
Antigone (Ἀντιγόνη / Antigónê) est datée avec précision de 442 av. J.-C.. Pour avoir enterré son frère rebelle Polynice, tué dans sa lutte avec son frère Étéocle, Antigone qui a enfreint le décret de Créon doit être punie de mort. Le tyran refuse de revenir sur sa décision malgré les lamentations du chœur des vieillards de Thèbes et les supplications de son propre fils Hémon, fiancé d'Antigone. Seuls les présages de Tirésias le font changer d'avis, mais il est trop tard : Antigone s'est suicidée. Hémon l'imite bientôt, suivi d'Eurydice, l'épouse de Créon.
Cette pièce a inspiré de nombreux artistes, notamment Cocteau et Anouilh.

### Les Trachiniennes
De datation imprécise mais considérée comme l'une des plus anciennes tragédies de Sophocle, Les Trachiniennes (Tραχίνιαι / Trakhíniai) a pour sujet la mort d'Héraclès. À Trachis, sa femme Déjanire, prévenue par son fils Hyllos du retour d'Héraclès, mais inquiète de voir ce dernier devancé par la jeune Iole pour laquelle il brûle, elle fait envoyer par le messager Lychas une tunique trempée dans le sang du centaure Nessos. Pensant ainsi se garantir l'attachement d'Héraclès elle tue en fait ce dernier. Apprenant l'événement, elle se suicide alors que son époux arrive à Trachis et, entendant de la bouche d'Hyllos la nouvelle de cette mort, ce dernier comprend qu'il meurt par la ruse d'un mort, Nessos, comme l'avait prédit un oracle.

### Œdipe roi
Modèle, chef-d'œuvre d'ironie tragique, Œdipe roi (Οἰδίπους τύραννος / Oidípous Tyrannos) serait antérieur à 425 av. J.-C., objet d'une brève citation dans Les Acharniens d'Aristophane, et postérieur à l'épidémie athénienne de peste de 430-429 av. J.-C., la pièce en rappelant probablement le souvenir. À Thèbes ravagé par la peste, Œdipe devenu roi cherche à connaître l'identité du meurtrier de Laïos, cause de la malédiction. Le devin Tirésias, sollicité, apprend la terrible vérité à Œdipe, meurtrier de son père et époux de sa mère Jocaste, mais celui-ci n'y voit qu'une injure inspirée par Créon. Des révélations successives viennent pourtant étayer la révélation, et Œdipe doit admettre qu'en tentant de déjouer l'oracle, il n'a fait que l'accomplir. La pièce s'achève sur le suicide de Jocaste et l'apparition d'Œdipe mutilé après s'être crevé les yeux, le visage ensanglanté, réclamant l'exil car il veut mourir.

### Électre
La question de l'antériorité entre l’Électre de Sophocle (Ἠλέκτρα / Êléktra) et celle d'Euripide reste ouverte,. Reprenant le thème des Choéphores d'Eschyle (et conservant le chœur de jeunes femmes), Sophocle décrit le retour à Mycènes d'Oreste, vengeur de son père Agamemnon. Il y retrouve sa sœur Électre, qui attend son retour avec un désespoir grandissant et envisage d'accomplir elle-même la vengeance. La scène de reconnaissance intervient dans le dernier épisode et le meurtre de Clytemnestre, puis celui d'Égisthe, sont accomplis en exodos.

### Philoctète
Précisément daté de 409 av. J.-C., le Philoctète (Φιλοκτήτης / Philoktḗtēs) remporte cette année-là le premier prix. Chargé par Ulysse de ramener à Troie Philoctète, blessé et abandonné jadis par Ulysse et les Atrides sur une île déserte, et son arc, le jeune Néoptolème, fils d'Achille, est confronté à un choix moral délicat. Sa mission est indispensable selon l'oracle, mais le jeune homme ne peut se résoudre à trahir le malheureux. Néoptolème rend l'arc après l'avoir volé, et tente de procéder par la persuasion honnête ; mais Philoctète entêté refuse de le suivre et de pardonner aux Atrides, bien qu'il lui fût garanti que sa blessure serait soignée à Troie. C'est l'apparition d'Héraclès qui vient sauver la situation et faire changer Philoctète d'avis.

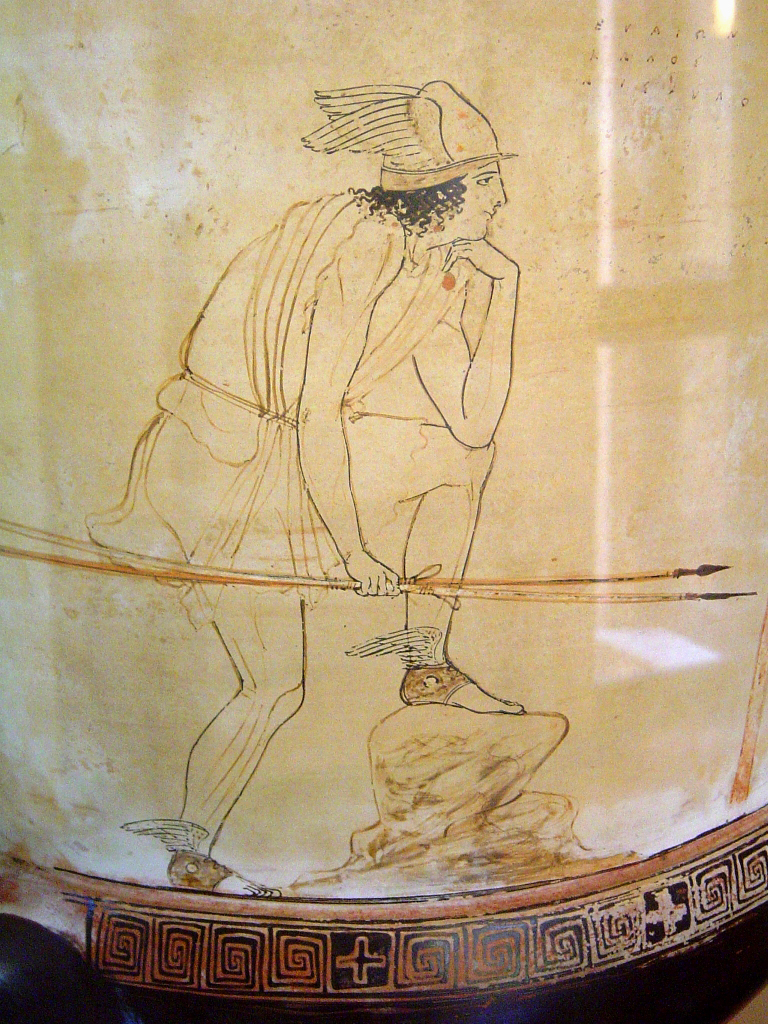
Portrait de l'acteur Euiaon dans Andromède de Sophocle. Vers 430 av. J.-C.

### Œdipe à Colone
Pièce jouée à titre posthume en 401 av. J.-C. par les soins du petit-fils de Sophocle, Sophocle le Jeune, et premier prix cette année-là, Œdipe à Colone (Οἰδίπους ἐπὶ Κολωνῷ / Oidípous epì Kolônỗi) décrit l'arrivée du réprouvé, aveugle et maudit, à Colone, près d'Athènes. Rejeté, ne pouvant compter que sur ses filles Antigone et Ismène, il s'efforce de se disculper des crimes dont on l'accuse. Œdipe doit aussi défendre sa liberté face à ses fils : Créon, envoyé par Étéocle, vient pour se saisir de lui et de ses filles, mais l'aide précieuse de Thésée, roi d'Athènes, les sauve. Puis c'est Polynice qui vient quémander son soutien pour la guerre des sept qui se prépare. Rejetant ses fils, Œdipe se prépare à mourir : accompagné de Thésée, il disparaît en un lieu secret en promettant sa protection à Athènes. À l'appel des dieux, le maudit est élevé au rang des héros.

### Les Limiers
Des fragments des Limiers (Ἰχνευταί / Ikhneutaí) ont été découverts en Égypte en 1912. Ils en représentent environ la moitié, ce qui en fait le drame satyrique le mieux conservé après le Cyclope d’Euripide, transmis dans son intégralité. Les critères stylistiques et métriques font dater Les Limiers probablement d'avant 440 av. J.-C..
Les fragments permettent d'en reconstituer le résumé. Le sujet est le même que celui de l’Hymne homérique à Hermès, c'est-à-dire le vol des troupeaux d'Apollon par Hermès nouveau-né. La pièce débute par la plainte d'Apollon, que le chœur de satyres propose d'aider contre la promesse d'être libérés de l'esclavage. Les traces du bétail les conduisent à la grotte de la nymphe Cyllène, qui veille sur l'enfant. La fin du drame devait présenter la réconciliation entre Apollon et Hermès grâce à la lyre de ce dernier.

### Pièces perdues
Sur les cent vingt-trois pièces écrites par Sophocle sont connus cent quatorze titres. Ci-dessous sont recensées les pièces dont ne sont connus que le titre et, parfois, quelques fragments.

## Le théâtre de Sophocle

### Aspects formels
L'innovation la plus remarquable de Sophocle, si l'on compare son œuvre à Eschyle, est l'abandon de la tragédie « liée », puisqu'il n'en a composé à notre connaissance aucune. Ce changement accentue les enjeux individuels, l'analyse psychologique, à l'échelle d'une pièce, au détriment des décisions divines et des malédictions touchant les hommes sur plusieurs générations.
À cette évolution correspond aussi la création d'un troisième acteur (tritagoniste), attribuée à Sophocle par Aristote (ainsi d'ailleurs que l'adoption du décor) : « Avec Sophocle, il y eut trois acteurs et des décors peints sur la scène »,,. Cette innovation, qui permet d'enrichir les interactions et oppositions entre personnages, a également pour conséquence de réduire significativement la part du chœur dans le déroulement de la tragédie,,. L'exemple du titre de la pièce sur le retour d'Oreste est parlant : alors qu'il met en avant le chœur chez Eschyle dans sa pièce Les Choéphores, la sœur d'Oreste passe au premier plan chez Sophocle (et le restera chez Euripide) : la tragédie prend le nom de l'héroïne, Électre, et des héros comme elles donnent leur nom à toutes les pièces conservées de Sophocle sauf une (Les Trachiniennes).

### La tension morale
Hormis les deux pièces de Sophocle consacrées à Œdipe (où l'obstination du héros n'a pas de justification morale, et ne concerne pas une opposition de valeurs), le premier point commun entre les pièces conservées est la place centrale occupée par les enjeux moraux sous forme de choix. Antigone en est l'exemple le plus frappant, par l'opposition entre plusieurs « couples de devoirs » que recense Jacqueline de Romilly : famille et État, humanité et autorité, religion et respect des lois. Comme le remarque Jean-Pierre Vernant, le conflit ne se résume pas à celui de la loi des hommes et de la loi divine, « il n'oppose pas la pure religion […] à l'irreligion complète, mais deux types différents de religiosité : d'un côté, une religion familiale, purement privée, […] de l'autre, une religion publique où les dieux tutélaires de la cité tendent finalement à se confondre avec les valeurs suprêmes de l'État ». Le tort d'Antigone est de privilégier une religiosité par rapport à l'autre, la « dikē des morts » à la « dikē céleste ».
L'autre grand exemple est Electre : le meurtre de Clytemnestre et d'Égisthe n'intervient qu'à la toute fin de la tragédie, qui développe surtout la psychologie de l'héroïne, et le thème de la vengeance du père à travers le meurtre de la mère.
Des oppositions du même ordre traversent les trois autres pièces considérées. Dans Ajax, par le contraste entre le héros inflexible quant à sa conception de l'honneur et les lamentations dévouées de Tecmesse, puis par l'enjeu de la réhabilitation du héros par Agamemnon, enfin par l'opposition entre la modération d'Ulysse et l'orgueil d'Ajax ; dans Les Trachiniennes, par le contraste entre Héraclès et sa femme, Déjanire au caractère soumis, du même ordre qu'entre Ajax et Tecmesse. Enfin, le Philoctète est entièrement consacré au dilemme de Néoptolème, duquel Ulysse réclame au nom de l'intérêt des Grecs le vol de l'arc de Philoctète, blessé et affaibli. Le héros se refuse finalement à toute compromission : « L'honnêteté ici vaut bien mieux que l'adresse ».

### Le rôle des dieux
Alors qu'ils pèsent de tout leur poids sur le théâtre d'Eschyle, les dieux ont un tout autre rôle chez Sophocle. Car il est incontestable qu'ils sont chez lui plus distants, éloignés des événements : « le climat de ses pièces ne baigne plus dans le ritualisme religieux des origines du théâtre ». Hormis Athéna au début d’Ajax, les dieux n'apparaissent pas dans les pièces conservées. Mais cette distance a pour conséquence de souligner le contraste entre le monde des hommes, qui évoluent sur la scène, et celui des dieux, comme le souligne le chœur d’Antigone ou celui d’Œdipe roi,. À l'inverse, Sophocle qualifie l'homme d'« ephémère » et souligne son sort dérisoire devant le temps qui passe : comme le chantent les marins du chœur d’Ajax, « Il n'est rien que n'efface le temps tout puissant ».
La distance ainsi établie n'empêche pas l'intervention divine. Seulement celle-ci intervient par des oracles et le théâtre de Sophocle porte non plus sur la « justice divine » comme chez Eschyle, mais sur le sens de ces oracles, qui sont le seul indice dont les hommes disposent sur la décision divine. Au début des Trachiniennes, Déjanire annonce l'oracle qui concerne Héraclès : « Ou il trouvera là le terme de sa vie, ou il triomphera et dès lors à jamais passera dans le calme le reste de ses jours » ; dans Ajax, le présage de Calchas est rapporté par le messager, la colère d'Athéna ne doit poursuivre le héros qu'« un seul jour » : « s'il survit pourtant à cette journée, peut-être le sauverons-nous, avec l'aide de quelque dieu ». Selon les mots d'Héraclès, Philoctète ne peut être guéri qu'à Troie : mais y parviendra-t-il ? Comme on le voit les oracles sont souvent imprécis, obscurs, ils « laissent donc place à l'espérance et à l'erreur ». Parfois, c'est le rapprochement entre plusieurs oracles qui donne la solution, comme le constate Héraclès au moment de mourir : comme cela a été prophétisé à son père, il meurt par le fait d'un mort, Nessos, dont le baume mortel a été appliqué par Déjanire sur sa chemise. Par cette place laissée à l'erreur font irruption la surprise et la péripétie, mais surtout le spectacle du destin de l'homme en train de se jouer : « toute la dramaturgie de Sophocle repose sur l'idée que l'homme est le jouet de ce que l'on pourrait appeler l'ironie du sort », une « ironie tragique, dont le sens s'inscrit en clair sous les yeux des spectateurs, alors que les personnages n'en distinguent pas toujours le sens », et propre à Sophocle. Cette ironie qui fait de Déjanire l'instrument de la mort d'Héraclès, qui fait intervenir la mort après les chants d'espoir et de joie du chœur dans Les Trachiniennes, dans Ajax, dans Antigone. Chez Eschyle ou Euripide, l'ironie tragique peut faire d'un personnage le dupe d'un autre, mais chez Sophocle les hommes ne se dupent pas entre eux, sauf à de rares exceptions : c'est par les dieux qu'ils sont abusés.
Cette distance et cette ironie tragique trouvent leur illustration la plus aboutie dans Œdipe roi, « quête tragique » d'Œdipe qui apprend ce qu'il est, c'est-à-dire meurtrier de son père et époux de sa mère, et qui, ayant tout fait pour fuir l'oracle prononcé contre lui, l'a réalisé dans l'ignorance complète de la portée de ses actes. La portée religieuse de cette perfection de l'ironie, particulièrement dans Œdipe roi, ne doit cependant pas être considérée comme le fait de dieux cruels ou indifférents (le destin d'Œdipe devenu protégé des dieux dans Œdipe à Colone l'interdit d'ailleurs). Chez le pieux Sophocle, « les hommes n'ont pas à comprendre, mais à adorer ». Créon, Œdipe ou Jocaste paient leur irrespect des devins et des oracles, la tragédie est le fait de l'erreur des hommes.

### Le héros sophocléen
Or, on peut rappeler que l'homme est au cœur du théâtre de Sophocle, comme en témoignent les évolutions formelles. Le héros donne généralement son nom à la pièce et se trouve en opposition à d'autres personnages : c'est même là ce qui définit son statut de héros, son « isolement progressif de toute aide et de tout soutien humains ». Antigone invite d'abord sa sœur à une action conjointe, mais le refus d'Ismène l'enferme dans le rejet de toute assistance, même lorsqu'il s'agit pour Ismène de se joindre à elle devant la colère de Créon : « Tu n'as pas voulu, toi, me suivre, et je ne t'ai pas, moi, associée à mon acte ». Antigone est donc dès lors seule, « sans amis, sans mari », « abandonnée des [siens] ». Le chœur constatant son acte la croit folle, d'une folie comparable à celle d'Ajax au début de sa tragédie : malgré le chœur de marins, malgré Tecmesse et son fils, il refuse toute consolation, il « fait paître dans son cœur la solitude », et la pièce s'articule autour de la scène elle-même solitaire de son monologue et de son suicide. Les adieux d'Ajax sont effectués sans quiconque pour les entendre, et ne s'adressent à aucun homme mais au Soleil, à Salamine, à Athènes, au paysage troyen.
On retrouve ces éléments dans Électre : rejetée par sa famille et par le chœur, sa solitude culmine lorsqu'elle croit Oreste mort et que, comme dans Antigone, sa sœur Chrysothémis lui refuse son aide. Alors Électre prend sa décision : « Eh bien ! c'est moi qui, de ma main et toute seule, achèverai l'entreprise ». Comme le note Jacqueline de Romilly, c'est donc de la solitude que naît le statut héroïque. Philoctète enfin est seul, abandonné, et n'a plus que son arc dont Néoptolème vient le priver.
C'est encore une fois en Œdipe que Sophocle trouve la meilleure application de ses choix. Dans Œdipe à Colone, le héros est un vagabond aveugle, rejeté par ses fils et fui des hommes. Une solitude de fait (aggravée au cours de la pièce par Créon, qui prive Œdipe de ses filles), à laquelle s'ajoute une solitude morale, Œdipe affirmant ainsi à plusieurs reprises avoir subi bien plus que commis ses actes. Sophocle ne change pas fondamentalement cette solitude : Œdipe meurt seul et sans témoins, il demeure en marge. Mais cette solitude devient un signe de supériorité, de privilège divin. « Il est comme les héros des autres tragédies, un être à part. Mais il l'est un peu plus que les autres : il est à part des hommes ».

## Représentations de Sophocle

### Sculptures
Le musée du Vatican possède un buste de Sophocle.

### Sources
- Aristote, Poétique [lire en ligne].
- Βίος Σοφοκλέους, éd. Westermann in Vitarum Scriptores Graeci Minores, Brunswick, 1845, p. 126-132 [lire en ligne].
- (en + grc) Souda (lire en ligne), s.v.« Σοφοκλῆς » (= sigma 815 Adler).

### Éditions
- Consulter la liste des éditions des œuvres de cet auteur .

### Études sur Sophocle
- Fernand Allègre, Sophocle, étude sur les ressorts dramatiques de son théâtre et la composition de ses tragédies, Lyon, Fontemoing, 1905.
- (it) Vincenzo di Benedetto, Sofocle, Florence, La Nuova Italia, 1983.
- Gabriel Germain, Sophocle, Paris, Le Seuil, 1969.
- Jacques Jouanna, Sophocle, Paris, Fayard, 2007.
- (de) Karl Reinhardt, Sophokles, Berlin, 1933, 2e éd., Francfort, 1941, (fr) trad. française, Sophocle, Paris, Minuit, 1971, (en) trad. anglaise, Sophocles, Oxford, 1979.
- Gilberte Ronnet, Sophocle poète tragique, Paris, De Boccard, 1969.
- William Smith (trad. Caroline Carrat), Dictionnaire des auteurs grecs et latins, 1844-1880, s.v.« Sophocle » [lire en ligne].

### Ouvrages généraux
- Histoire sommaire illustrée de la littérature grecque, Paris, J. de Gigord, 1934, 176 p.
- Aristote (trad. Odette Bellevenue et Séverine Auffret), Poétique, Mille et une nuits, 2006, 95 p. (ISBN 978-2-84205-117-4).
- Pierre Pellegrin (dir.) (trad. du grec ancien par Pierre Destrée), Aristote : Œuvres complètes, Paris, Éditions Flammarion, 2014, 2923 p. (ISBN 978-2-08-127316-0), « Poétique ».
- (en) Harold Caparne Baldry, The Greek Tragic Theatre, Cambridge University Press, 1951 — trad. en français : Le Théâtre tragique des Grecs, Paris, Presses Pocket, coll. « Agora », 1985 (1re éd. 1975 chez Maspero/La Découverte).
- Paul Demont et Anne Lebeau, Introduction au théâtre grec antique, Paris, Livre de Poche, coll. « Références », 1996.
- Jacqueline de Romilly, La Tragédie grecque, Paris, Presses universitaires de France, coll. « Quadrige », 2006, 8e éd. (1re éd. 1970).
- Jacqueline de Romilly, Précis de littérature grecque, Paris, Presses universitaires de France, coll. « Quadrige », 2007, 2e éd. (1re éd. 1980).
- Suzanne Saïd, Monique Trédé et Alain Le Boulluec, Histoire de la littérature grecque, Paris, Presses universitaires de France, coll. « Premier Cycle », 1997 (ISBN 2130482333 et 978-2130482338).
- Jean-Pierre Vernant et Pierre Vidal-Naquet, Mythe et tragédie en Grèce ancienne (2 vol.), Maspero, 1972, rééd. La Découverte, coll. « La Découverte/Poche », 1986, 1995, 2001